# Uman
Uman (ukrainisch und russisch Умань, polnisch Humań, jiddisch אומאַן) ist eine Stadt in der Ukraine im Osten der historischen Region Podolien. Sie gehört zur Oblast Tscherkassy und ist zugleich Verwaltungssitz des Rajons Uman.

## Geschichte
Erste Siedlungsspuren auf dem Gebiet des heutigen Uman lassen sich bis 3000 v. Chr. nachweisen, durch ständige Konflikte mit einfallenden Horden dürfte eine durchgehende Besiedlung bis ins 16. Jahrhundert jedoch unwahrscheinlich gewesen sein.
Nach mehreren erfolgreichen Feldzügen des polnisch-litauischen Hetmans Roman Sanguszko gegen die Tataren, wurde das mehrheitlich von Ukrainern bewohnte Gebiet ab 1566 schrittweise in den polnischen Staat eingegliedert und Teil der neu geschaffenen polnischen Woiwodschaft Bracław. Der Name der heutigen Stadt fand seine erste urkundliche Erwähnung als Umań jedoch erst 1609. Eine so bezeichnete Wüstung war dem polnischen Magnaten Walenty Kalinowski übertragen worden, der in der Folge an der Stelle eine Festung errichten ließ und polnische Siedler anwarb. 1616 wurde die rasch wachsende Siedlung im Schatten der Festung zur Stadt erhoben und war bis 1629 auf rund 6000 Einwohner angewachsen, die mehrheitlich aus Polen sowie Angehörigen der jüdisch-polnischen Minderheit bestanden.

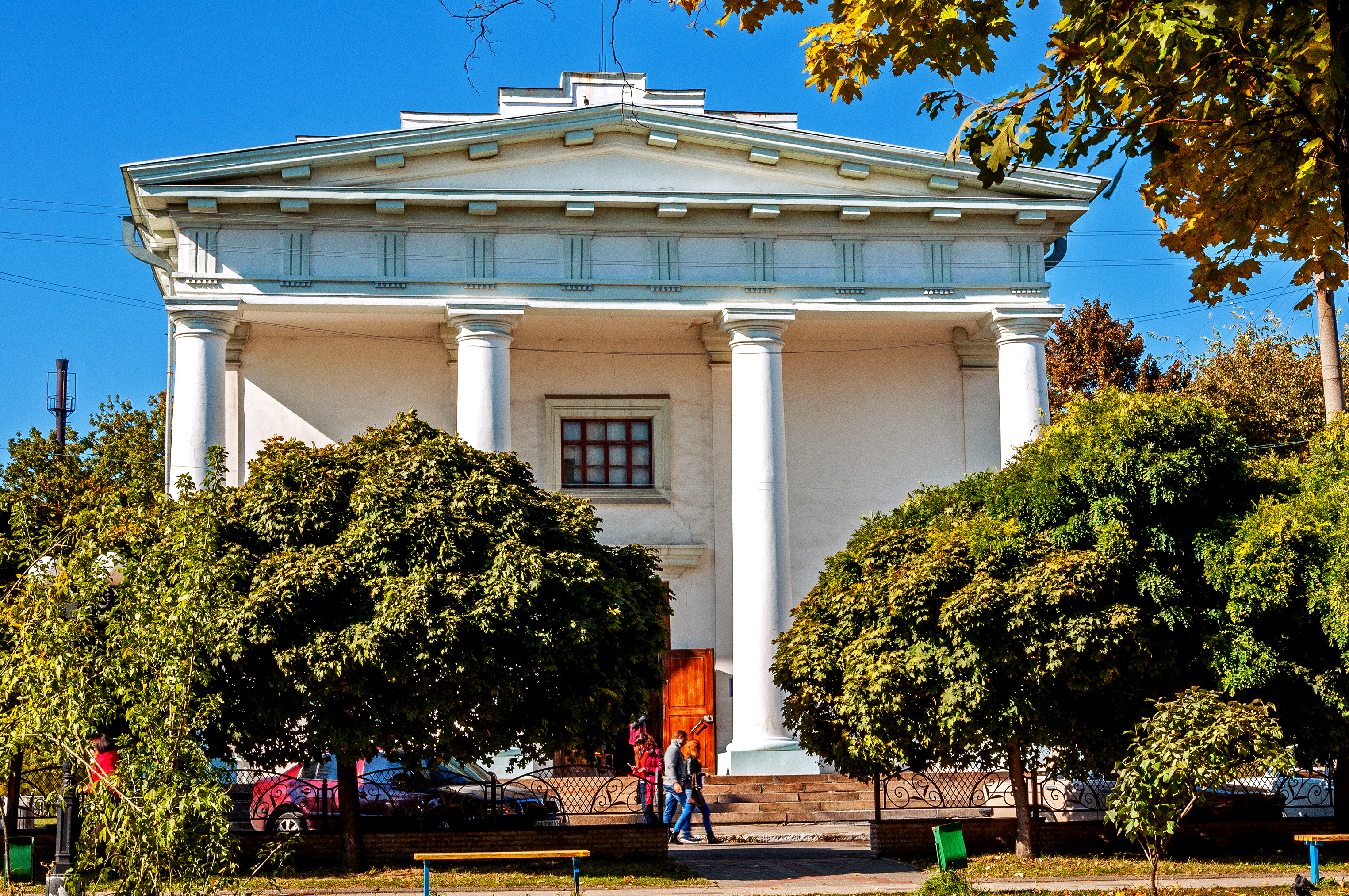
Kirche der Himmelfahrt der Jungfrau Maria

Im Zuge der Osmanisch-Polnischen Kriege gelangte die Stadt von 1672 bis 1699 zwischenzeitlich unter die Kontrolle des Osmanischen Reiches. Nach der Rückführung ins Polnische Königreich verlieh man ihr unter dem Namen Humań schließlich 1706 das Magdeburger Stadtrecht. In den Folgejahren ließ der polnische Magnat Stanisław Kostka-Ortyński zahlreiche Neubauten und neue Festungsanlagen errichten. Die Stadt blieb von den Konflikten in der Region jedoch nicht verschont. Insbesondere Aufstände der ukrainischen Bauern gegen die polnischen Feudalherren mündeten 1768 im Massaker von Uman, bei dem unter der Leitung der ukrainischen Kosaken Maksym Salisnjak und Iwan Gonta schätzungsweise 2000 jüdische, katholische und unierte Bewohner der Stadt ermordet wurden.

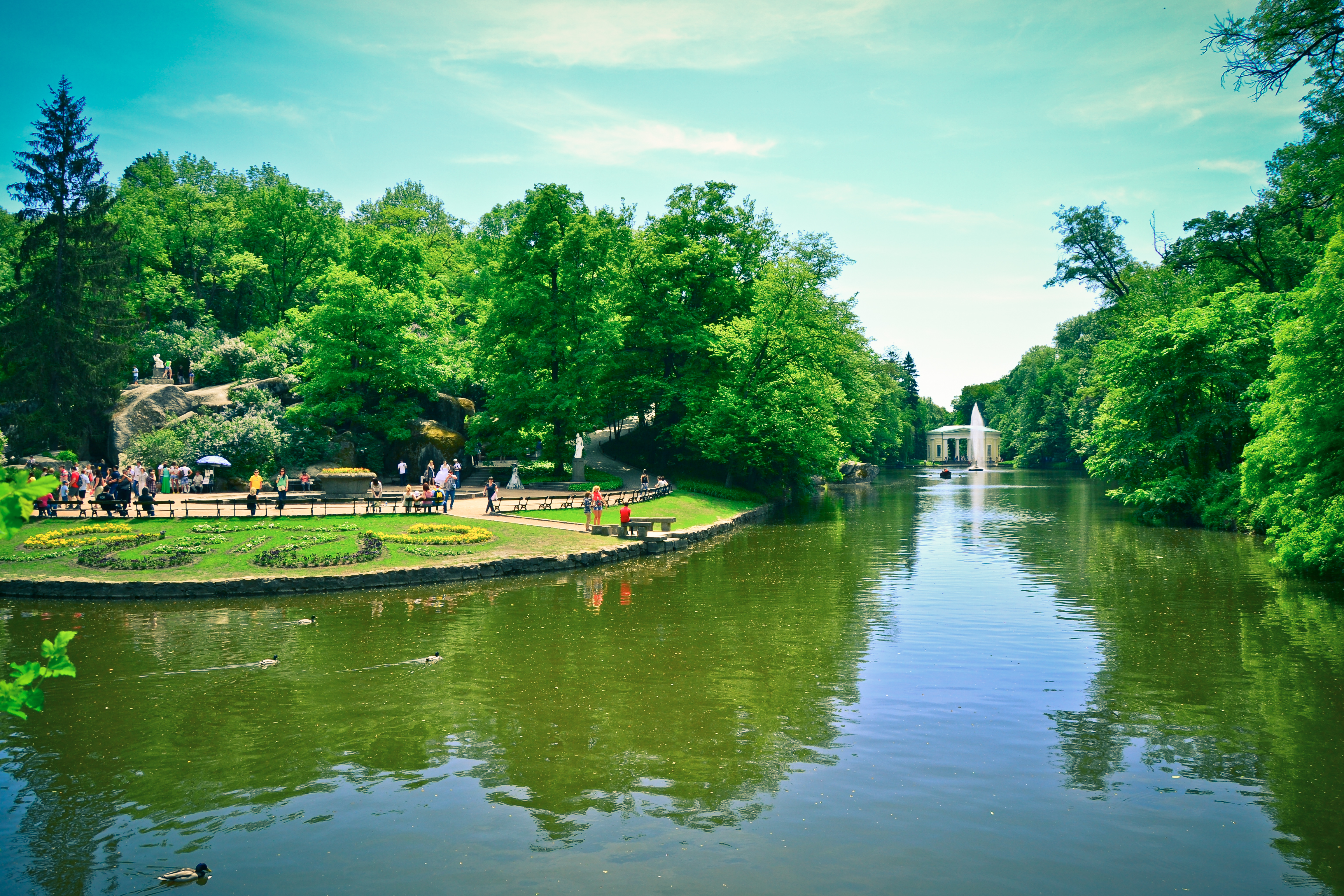
Wasseranlage im Sophienpark

Nach den Teilungen Polens kam Uman an das Russische Kaiserreich, blieb jedoch unter Verwaltung des polnischen Magnaten Stanisław Szczęsny Potocki. Zwischen 1796 und 1802 ließ dieser von dem preußischen Landschaftsarchitekten Ludwig Metzel den Sophienpark anlegen, der nach Szczęsny-Potockis griechischstämmiger Ehefrau Zofia benannt wurde.
Uman entwickelte sich ab dem 18. Jahrhundert zu einem wichtigen Zentrum sowohl der polnischen als auch der jüdischen Kultur. Mit knapp über 31.000 Einwohnern war sie zu jener Zeit auch die zweitgrößte Stadt in der historischen Region Podolien. Die Stadt war darüber hinaus einer der wichtigsten Schauplätze des Novemberaufstandes von 1830. Nach dessen Niederschlagung verlor die polnische, zumeist katholische, Bewohnerschaft jedoch an Bedeutung. Bis 1914 lebten nur noch 2.100 Polen in Uman, gleichzeitig wuchs der Anteil der jüdischen Einwohner durch Neuankömmlinge kontinuierlich an. So waren vor Ausbruch des Ersten Weltkrieges mehr als 60 Prozent der Einwohner Umans Juden.
Ab 1917 wurde Uman Teil der kurzlebigen Ukrainischen Volksrepublik. 1919 ermordeten die Truppen des ukrainischen Ataman Matwij Hryhorjew in Uman etwa 350 Juden. 1920 war die Stadt zudem ein bedeutender Schauplatz des Polnisch-Sowjetischen Krieges, wurde allerdings 1922 in die Ukrainische Sozialistische Sowjetrepublik eingegliedert.
Im Zweiten Weltkrieg kam es in Uman zu zahlreichen Massakern des NKWD sowie 1941 in der Nähe der Stadt zwischen der Wehrmacht und der Roten Armee zur Kesselschlacht bei Uman. Diese dauerte vom 3. bis 8. August 1941, wobei beide Kriegsparteien große Verluste erlitten. Rund 100.000 sowjetische Soldaten gerieten in deutsche Gefangenschaft. Nach der Einnahme der Stadt durch die Wehrmacht wurde am nordöstlichen Stadtrand ein Feldflughafen eingerichtet. Am 28. August 1941 besuchte Hitler die Front bei Uman. Nachdem die Deutschen im Zweiten Weltkrieg Uman besetzt hatten, wurden am 15. September 1941 alle Juden des Ghettos von Uman auf einem Platz versammelt. Man werde sie nach Palästina schicken, hatte man ihnen gesagt. Doch auf dem besagten Platz angekommen, brachte man sie zu einem Ort namens Suchyj Jar. Dort wurden Tausende Juden ermordet. Die genaue Zahl ist nicht bekannt.
Nachdem die Rote Armee mit einem Keil schon Ende Januar 1944 fast bis zum Feldflughafen vorgedrungen war, gelang ihr in der ersten Märzwoche 1944 die Rückeroberung von Uman im Zuge der Uman-Botosaner Operation. Unverzüglich danach wurde am Stadtrand vom NKWD das Sammellager Nr. 33 für Kriegsgefangene eingerichtet. Während der deutschen Besatzungszeit waren ferner über 14.000 Juden aus Uman deportiert worden.
1991 wurde Uman mit seinen damals etwa 91.000 Einwohnern Teil der unabhängigen Ukraine. Die jüdische Gemeinde der Stadt wächst seitdem wieder kontinuierlich und zieht auch Einwanderer aus Israel an, die im Tourismus tätig sind.
Im Verlauf des russischen Überfalls auf die Ukraine 2022 wurde Uman durch russische Artillerie beschossen, wobei ein Fahrradfahrer ums Leben kam. Bei einem russischen Raketenangriff auf einen Wohnblock im weitab der Front gelegenen Uman wurden am frühen Morgen des 28. April 2023 mindestens 23 Menschen getötet.

## Verwaltungsgliederung
Am 12. Juni 2020 wurde die Stadt zum Zentrum der neugegründeten Stadtgemeinde Uman (ukrainisch Уманська міська громада Umanska miska hromada), zu dieser zählt auch das Dorf Poljanezke  – bis dahin bildete sie die gleichnamige Stadtratsgemeinde Uman (Уманська міська рада Umanska miska rada) unter Oblastverwaltung im Westen des ihn umgebenden Rajons Uman.
Am 17. Juli 2020 kam es im Zuge einer großen Rajonsreform zum Anschluss des Rajonsgebietes an den Rajon Uman.
Folgende Orte sind neben dem Hauptort Uman Teil der Gemeinde:
- Poljanezke (Полянецьке; russisch Полянецкое Poljanezkoje)

## Wichtige Pilgerstätte chassidischer Juden

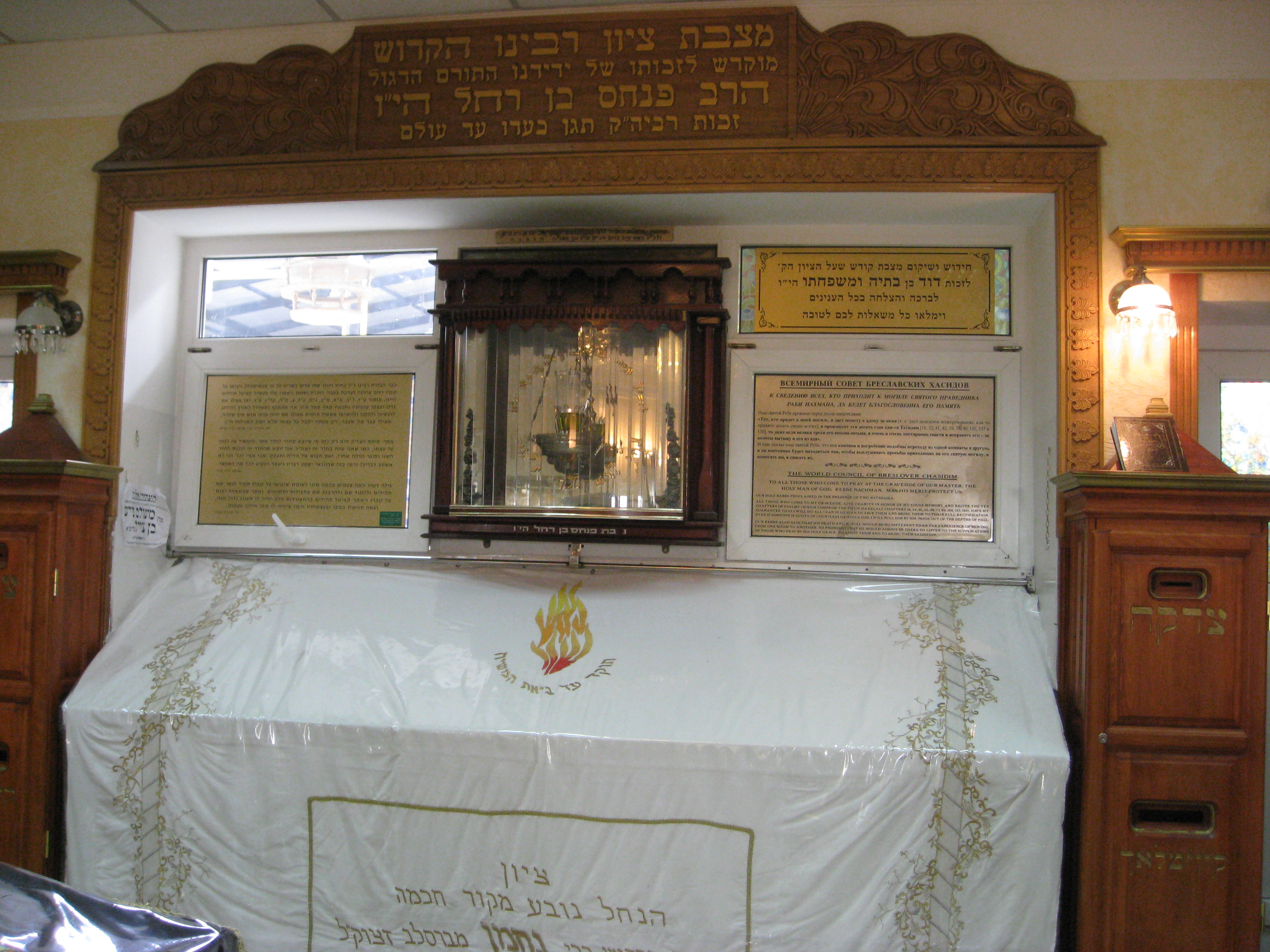
Grabstätte des Rabbi Nachman

Uman, wo sich die Synagoge Schewtschenko-Straße befindet, hat sich zu einer bedeutenden Pilgerstätte des Chassidismus entwickelt.
1963 erreichte der in New York lebende Rabbiner Gedaliah Fleer auf der Suche nach dem Grab des für die Chassiden bedeutenden Rabbiners Nachman von Bracław das damals militärisch gesperrte Uman, nachdem er im Jahr zuvor bei einem ersten Versuch kurz vor der Stadt festgenommen worden war. Dieser Erfolg sprach sich schnell herum. Danach folgten zunächst weitere illegale Reisen chassidischer Juden; in der späteren Sowjetzeit gab es einzelne Uman-Reisen, die von der offiziellen Agentur Intourist organisiert wurden.
Nach dem Zerfall der Sowjetunion entwickelte sich die Stadt zu einer jüdischen Pilgerstätte. Mittlerweile kommen allein an Rosch ha-Schana, dem jüdischen Neujahrstag, jährlich etwa 30.000 Pilger nach Uman.

## Wirtschaft und Verkehr
Der wirtschaftliche Schwerpunkt der Stadt liegt auf dem Maschinenbau und der chemisch-pharmazeutischen Industrie. Uman liegt an den Fernstraßen M 05 (Kiew–Odessa) und M 12 (Winnyzja–Kropywnyzkyj), welche sich in der Stadt kreuzen.

## Städtepartnerschaften
Uman unterhält folgende Städtepartnerschaften:
- Ashkelon, Israel
- Davis, USA
- Gniezno, Polen
- Haapsalu, Estland
- Kórnik, Polen
- Łańcut, Polen
- Milford Haven, Vereinigtes Königreich
- Nof HaGalil, Israel
- Radviliškis (Radwilischken), Litauen
- Romilly-sur-Seine, Frankreich
- Safed, Israel
- Koblenz, Deutschland

## Söhne und Töchter der Stadt
- Iwan Skoropadskyj (1646–1722), Hetman der ukrainischen Kosaken
- Mykola Biljaschiwskyj (1867–1926), ukrainischer Archäologe, Anthropologe, Ethnograph und Kunsthistoriker.
- Mordechai Spektor (1858–1925), jiddischer Erzähler
- Jan Cherniavsky (1892–1989), kanadischer Pianist
- Mischel Cherniavsky (1893–1982), kanadischer Cellist
- Ilja Maiselis (1894–1978), ukrainisch-russischer Schachspieler, Theoretiker, Historiker und Literat
- Igor Smolitsch (1898–1970), Kirchenhistoriker
- Valentin Gitermann (1900–1965), Schweizer Historiker, Lehrer, Redakteur und Politiker
- Jurij Smolytsch (1900–1976), ukrainisch-sowjetischer Schriftsteller
- Elie Spivak (1902–1960), kanadischer Geiger und Musikpädagoge
- Iwan Tschernjachowski (1906–1945), sowjetischer General
- Boris Semjonowitsch Fischman (1906–1964), sowjetischer Geiger und Geigenlehrer
- Sara Barkin (1908–2002), kanadische Sängerin und Pianistin
- Mark Zborowski (1908–1990), Anthropologe und NKWD-Agent
- Jack Barkin (1914–1996), kanadischer Sänger
- Iossif Iljitsch Gichman (1918–1985), Mathematiker
- Oxana Suprun (1924–1990), Bildhauerin
- Jakiw Lapynskyj (1928–2020), Komponist
- Oleksij Pawlenko (* 1977), ukrainischer Minister
- Wolodymyr Ostaptschuk (* 1984), Radio- und Fernsehmoderator